# 1980年文学
| 每年文学： | 1977年 \| 1978年 \| 1979年 \| 1980年 \| 1981年 \| 1982年 \| 1983年 \| |
|            |                                                                       |

## 出生
参见： 1980年出生

## 逝世
参见： 1980年逝世
- 洪炎秋，台灣作家。
- 郭秋生，台灣作家，也是台灣話文運動的支持者。
- 4月15日——讓-保羅·薩特，法國哲學家、作家（1905年出生）。